# Лазнувек
Лазнувек (пол. Łaznówek) — село в Польщі, у гміні Рокіцини Томашовського повіту Лодзинського воєводства.
Населення — 163 особи (2011).
У 1975-1998 роках село належало до Пйотрковського воєводства.

## Демографія
Демографічна структура станом на 31 березня 2011 року:
|          | Загалом | Допрацездатний вік | Працездатний вік | Постпрацездатний вік |
| -------- | ------- | ------------------ | ---------------- | -------------------- |
| Чоловіки | 83      | 21                 | 46               | 16                   |
| Жінки    | 80      | 10                 | 51               | 19                   |
| Разом    | 163     | 31                 | 97               | 35                   |